# Розроблення соляних родовищ
Розро́блення соляни́х родо́вищ (рос. разработка соляных месторождений, англ. salt deposit mining; нім. Salzlagerstättenabbau m) – комплекс робіт з розкриття, підготування родовища та очисної виїмки. Розроблення соляних родовищ – одна з найстаріших гірничих підгалузей. Може виконуватися відкритим (кар’єрним), підземним (шахтним) способами та підземним розчиненням. Понад 90% світового видобутку здійснюється підземними способами. Виймання тонких соляних пластів (до 2 м) на глибині до 400 м аналогічне вийманню вугільних покладів і здійснюється лавами великої довжини і за допомогою тієї ж техніки. Розроблення пластів кам’яної солі великої потужності (від 10 – 40 м – як, наприклад, в Артемівському родовищі до 300 м – як в Закарпатті) здійснюється за камерною системою з вийманням солі буровибуховим способом або прохідницькими комбайнами. При цьому втрати в охоронних ціликах досягають 60%. Довжина камер досягає 1500 м, ширина 15 – 20 м.